# Alamagny
Alamagny war ein französischer Hersteller von Automobilen.
Der Ingenieur Marcel Alamagny aus Paris, der zuvor bei Renault tätig war, begann 1946 mit der Entwicklung eines besonderen Automobils, das im Frühjahr 1948 auf einer Messe präsentiert wurde. Das Fahrzeug hatte ein Vorderrad, zwei angetriebene Räder in der Mitte und ein Rad hinten. Der Vierzylindermotor mit 569 cm³ Hubraum und 13 PS stammte vom Simca 5 und war in Fahrzeugmitte platziert. Wegen der Position des Motors war die Rücksitzbank entgegen der Fahrtrichtung hinter der vorderen Sitzbank eingebaut, sodass die hinten Sitzenden aus dem Rückfenster schauen mussten, genauso wie später beim Zündapp Janus. Zum Ein- und Aussteigen ließen sich Vorder- und Heckteil der Karosserie wegklappen. Insgesamt sah das Fahrzeug symmetrisch aus. Die Länge betrug 3,42 Meter, die Breite 1,60 Meter und die Höhe 1,32 Meter. Nach 1948 wurde kein Fahrzeug mehr produziert.